# 荷蘭的亞歷克西婭公主
亚历克西娅·朱莉安娜·马塞拉·劳伦蒂安（Alexia Juliana Marcela Laurentien，2005年6月26日—），荷兰公主。她是前任荷蘭女王贝娅特丽克丝和克劳斯亲王的孫女，國王威廉-亚历山大和马克西玛王后的二女，也是荷兰王位的第二继承人，在姐姐卡塔里娜-阿马利娅之後。